# Que le diable m'emporte (film, 1963)
 (octobre 2024).
Pour plus de détails, voir Fiche technique et Distribution.
Que le diable m'emporte (Devil's Feud Cake) est un cartoon Merrie Melodies réalisé par Friz Freleng en 1963 mettant en scène Bugs Bunny et Sam le pirate.